# Canottaggio ai Giochi della XXXII Olimpiade - 2 di coppia pesi leggeri femminile
La gara del 2 di coppia pesi leggeri femminile dei Giochi della XXXII Olimpiade si è svolta tra il 24 e il 29 luglio 2020. Hanno partecipato 18 equipaggi.
La gara è stata vinta dall'equipaggio italiano composto da Valentina Rodini e Federica Cesarini.

## Formato
La competizione si è svolta su tre turni: nel primo turno i primi due classificati di ogni batteria sono avanzati al turno successivo. Gli equipaggi eliminati al primo turno si sono affrontati in due batterie di ripescaggio, ognuna delle quali ha qualificato altri due equipaggi al secondo turno. I primi 3 di ogni semifinale hanno avuto accesso alla Finale A.
Gli equipaggi eliminati hanno partecipato ad un analogo tabellone che ha determinato i piazzamenti.

## Programma
| Data           | Ora (UTC+9) | Turno          |
| -------------- | ----------- | -------------- |
| 24 luglio 2021 | 10:20       | Batterie       |
| 25 luglio 2021 | 10:20       | Ripescaggi     |
| 28 luglio 2021 | 11:40       | Semifinale A/B |
| 29 luglio 2021 | 09:00       | Finale B       |
| 29 luglio 2021 | 10:10       | Finale A       |
| 29 luglio 2021 | 11:30       | Finale C       |

## Risultati

### Batterie
| Pos. | Atleti                             | Nazione     | Tempo   | Note  |
| ---- | ---------------------------------- | ----------- | ------- | ----- |
| 1    | Laura Tarantola Claire Bove        | Francia     | 7:03.47 | S A/B |
| 2    | Valentina Rodini Federica Cesarini | Italia      | 7:04.66 | S A/B |
| 3    | Mary Reckford Michelle Sechser     | Stati Uniti | 7:05.30 | R     |
| 3    | Patricia Merz Frederique Rol       | Svizzera    | 7:08.66 | R     |
| 4    | Aoife Casey Margaret Cremen        | Irlanda     | 7:17.67 | R     |
| 5    | Mutiara Putri Melani Putri         | Indonesia   | 7:52.57 | R     |

| Pos. | Atleti                             | Nazione     | Tempo   | Note  |
| ---- | ---------------------------------- | ----------- | ------- | ----- |
| 1    | Marieke Keijser Ilse Paulis        | Paesi Bassi | 7:07.73 | S A/B |
| 2    | Jill Moffatt Jennifer Casson       | Canada      | 7:11.30 | S A/B |
| 3    | Chiaki Tomita Ayami Oishi          | Giappone    | 7:22.47 | R     |
| 4    | Thi Thao Luong Thi Hao Dinh        | Vietnam     | 7:36.21 | R     |
| 5    | Nour Elhouda Ettaieb Khadija Krimi | Tunisia     | 7:39.61 | R     |
| 6    | Yulisa Lopez Jannieffer Zuniga     | Guatemala   | 7:53.35 | R     |

| Pos. | Atleti                                 | Nazione       | Tempo   | Note  |
| ---- | -------------------------------------- | ------------- | ------- | ----- |
| 1    | Ionela Cozmiuc Gianina Beleaga         | Romania       | 7:01.74 | S A/B |
| 2    | Emily Craig Imogen Grant               | Gran Bretagna | 7:03.29 | S A/B |
| 3    | Anastasia Lebedeva Maria Botalova      | ROC           | 7:07.67 | R     |
| 4    | Ina Nikulina Alena Furman              | Bielorussia   | 7:10.15 | R     |
| 5    | Valentina Cavallar Louisa Altenhuber   | Austria       | 7:26.22 | R     |
| 6    | Milka Kraljev Evelyn Maricel Silvestro | Argentina     | 7:29.27 | R     |

### Ripescaggio
| Pos. | Atleti                                 | Nazione     | Tempo   | Note |
| ---- | -------------------------------------- | ----------- | ------- | ---- |
| 1    | Mary Reckford Michelle Sechser         | Stati Uniti | 7:21.25 | SF   |
| 2    | Ina Nikulina Alena Furman              | Bielorussia | 7:26.99 | SF   |
| 3    | Chiaki Tomita Ayami Oishi              | Giappone    | 7:34.45 | SF   |
| 4    | Milka Kraljev Evelyn Maricel Silvestro | Argentina   | 7:39.53 | FC   |
| 5    | Nour Elhouda Ettaieb Khadija Krimi     | Tunisia     | 7:54.95 | FC   |
| 6    | Mutiara Putri Melani Putri             | Indonesia   | 8:03.19 | FC   |

| Pos. | Atleti                               | Nazione   | Tempo   | Note |
| ---- | ------------------------------------ | --------- | ------- | ---- |
| 1    | Patricia Merz Frederique Rol         | Svizzera  | 7:22.02 | SF   |
| 2    | Anastasia Lebedeva Maria Botalova    | ROC       | 7:22.02 | SF   |
| 3    | Aoife Casey Margaret Cremen          | Irlanda   | 7:23.46 | SF   |
| 4    | Valentina Cavallar Louisa Altenhuber | Austria   | 7:42.31 | FC   |
| 5    | Thi Thao Luong Thi Hao Dinh          | Vietnam   | 7:53.69 | FC   |
| 6    | Yulisa Lopez Jannieffer Zuniga       | Guatemala | 8:13.27 | FC   |

### Semifinali
| Pos. | Atleti                       | Nazione       | Tempo   | Note |
| ---- | ---------------------------- | ------------- | ------- | ---- |
| 1    | Emily Craig Imogen Grant     | Gran Bretagna | 6:41.99 | FA   |
| 2    | Laura Tarantola Claire Bove  | Francia       | 6:42.92 | FA   |
| 3    | Marieke Keijser Ilse Paulis  | Paesi Bassi   | 6:43.85 | FA   |
| 4    | Patricia Merz Frederique Rol | Svizzera      | 6:48.92 | FB   |
| 5    | Aoife Casey Margaret Cremen  | Irlanda       | 6:49.24 | FB   |
| 6    | Ina Nikulina Alena Furman    | Bielorussia   | 6:54.78 | FB   |

| Pos. | Atleti                             | Nazione     | Tempo   | Note |
| ---- | ---------------------------------- | ----------- | ------- | ---- |
| 1    | Valentina Rodini Federica Cesarini | Italia      | 6:41.36 | FA   |
| 2    | Mary Reckford Michelle Sechser     | Stati Uniti | 6:41.54 | FA   |
| 3    | Ionela Cozmiuc Gianina Beleaga     | Romania     | 6:42.08 | FA   |
| 4    | Anastasia Lebedeva Maria Botalova  | ROC         | 6:45.23 | FB   |
| 5    | Chiaki Tomita Ayami Oishi          | Giappone    | 6:56.52 | FB   |
| 6    | Jill Moffatt Jennifer Casson       | Canada      | 7:00.82 | FB   |

### Finali
| Pos. | Atleti                            | Nazione     | Tempo   | Note |
| ---- | --------------------------------- | ----------- | ------- | ---- |
| 7    | Patricia Merz Frédérique Rol      | Svizzera    | 6:49.16 |      |
| 8    | Aoife Casey Margaret Cremen       | Irlanda     | 6:49.90 |      |
| 9    | Anastasia Lebedeva Maria Botalova | ROC         | 6:51.65 |      |
| 10   | Chiaki Tomita Ayami Oishi         | Giappone    | 6:54.94 |      |
| 11   | Ina Nikulina Alena Furman         | Bielorussia | 6:57.84 |      |
| 12   | Jill Moffatt Jennifer Casson      | Canada      | 6:59.72 |      |

| Pos. | Atleti                               | Nazione       | Tempo   | Note |
| ---- | ------------------------------------ | ------------- | ------- | ---- |
|      | Valentina Rodini Federica Cesarini   | Italia        | 6:47.54 |      |
|      | Laura Tarantola Claire Bové          | Francia       | 6:47.68 |      |
|      | Marieke Keijser Ilse Paulis          | Paesi Bassi   | 6:48.03 |      |
| 4    | Emily Craig Imogen Grant             | Gran Bretagna | 6:48.04 |      |
| 5    | Mary Reckford Michelle Sechser       | Stati Uniti   | 6:48.54 |      |
| 6    | Ionela-Livia Cozmiuc Gianina Beleagă | Romania       | 6:49.40 |      |